# Höllengrund – Pulverberg
Das Naturschutzgebiet Höllengrund–Pulverberg ist ein 15 Hektar großes Naturschutzgebiet im Landkreis Dahme-Spreewald in Brandenburg.
Das rund 15,15 ha große Gebiet mit der Kennnummer 1188 wurde mit Verordnung vom 9. Juni 1995 unter Naturschutz gestellt. Zuständig ist das Landesumweltamt Brandenburg (Abteilung Ökologie, Naturschutz, Wasser).
Das Naturschutzgebiet erstreckt sich in der Gemeinde Zeuthen entlang des Ebbegrabens über den Pulverberg. Der in Wildau liegende Teil des Gebietes steht nicht unter Naturschutz. Es entstand als ehemals eiszeitliche Schmelzwasserrinne in der letzten Weichsel-Kaltzeit. Im Gebiet wurden der Braunbrustigel, der Rotfuchs, Reh und Feldhase sowie das Wildkaninchen, die Spitzmaus und der Maulwurf nachgewiesen. Sie leben auf trockenen Wiesensteppen, Quellfluren und Nasswiesen.

## Naturschutzgebiet
Die Verordnung über das Naturschutzgebiet beinhaltet als Schutzzweck unter anderem:

„[…] als Standort von seltenen, in ihrem Bestand bedrohter wildwachsender Pflanzengesellschaften, insbesondere Reste einer Weichholzaue, Großseggenrieden, Erlenbrüchen, Weidenbüschen, Feuchtwiesen und Trockenrasen […] als Lebensraum bestandsbedrohter Tierarten, insbesondere als Brut- und Nahrungsgebiet für zahlreiche Kleinvogelarten sowie als Rückzugsgebiet für bestandsbedrohte Lurche und Kriechtiere und an aquatische Lebensräume und Trockenbiotope gebundene Insekten […] in seiner durch die besonderen geologischen Bedingungen entstandenen, tief und markant in die Landschaft eingeschnittenen Talrinne, dem Höllengrund mit einem noch heute mäandrierenden, natürlichen Bachlauf, dem Ebbegraben […] aus ökologischen Gründen zur Sicherung der Kleingewässerkette im Rahmen des regionalen Biotopverbundes sowie zur Erhaltung und Wiederherstellung der Selbstreinigungskraft des Fließgewässersystems.“